# Peter Criss
George Peter John Criscuola (Brooklyn, 20 de dezembro de 1945), mais conhecido como Peter Criss, é um baterista americano.
É conhecido também por ter sido o baterista original da banda americana de hard rock Kiss, entre 1973 a 1980, 1996 a 2001, e novamente entre 2002 e 2004. Além de tocar bateria, Criss também assumiu os vocais de algumas das músicas mais populares da banda, como “Beth”, “Black Diamond” e “Hard Luck Woman”.

## Biografia
Mais velho de uma família de cinco irmãos, Peter sempre foi bom filho, pelo menos na infância. Aos 9 anos descobriu seu interesse pela bateria e começou a praticar. O ginásio encontraria-o um pouco menos bom filho que o costume, mais enturmado. Mas o estudo de música o manteve nos trilhos. Formou dezenas de bandas, como Os Barracudas, Lips (duo com Stan Penridge) e o Chelsea, com quem gravou um álbum em 1970.
Aos 19 anos conheceu Lydia Di Leonardo, com quem casou-se em 1970. Enquanto trabalhava como ajudante de açougueiro, Peter colocou um anúncio na revista Rolling Stone, oferecendo-se como baterista e logo foi procurado por Gene e Paul e entusiasmou-se logo com o esquema.
Logo que o Kiss começou a fazer sucesso, sua vida virou um paraíso, estavam ricos e sempre em excursão, onde levava Lydia, ou gravando um novo álbum. Compôs a canção "Beth" com seu colega Stan Penridge (que se iria chamar "Beck", mas Gene sugeriu a troca de nome, para não associá-la a Jeff Beck), que é um dos maiores sucesso do Kiss, até hoje. “Beth” chegou ao 7º lugar no Billboard Hot 100, principal parada de singles dos Estados Unidos. Faturou disco de ouro e ganhou o People’s Choice Awards em 1977 como música favorita do público.
Paralelamente, seu casamento ia pouco a pouco deteriorando-se. E ele ia afundando-se nas drogas. Em 1979, Peter separa-se de Lydia e sofre um acidente de carro. Nesse mesmo ano, casou-se com a modelo americana Debra Jensen. Seu álbum solo, lançado simultaneamente com os dos outros integrantes do Kiss, em 1978, não obteve bons resultados nas paradas de sucesso. Mas o processo era irreversível, pouco a pouco ia perdendo o interesse pelo Kiss e seus truques. Então com alguma mágoa deixa a banda.
Rapidamente lançou o seu próximo disco solo, Out of Control, em 1980. Dois anos depois lançou Let Me Rock You.
Em 1989, fez uma participação especial no disco do guitarrista Ace Frehley, chamado Trouble Walkin, na música "Hide Your Heart" (música que também foi lançada pelo Kiss no mesmo ano, no disco Hot In The Shade, escrita por Paul Stanley).
Em janeiro de 1994, teve seu apartamento destruído por um terremoto, onde o baterista começou a ter pensamentos suicidas. A forte crise depressiva fez Peter colocar o cano do revólver na boca.
Ainda em 1994, lançou Criss Cat#1, que contou com a participação do amigo Ace Frehley em três músicas. Peter teve também um projeto que teve a participação de Mark St. John, que foi guitarrista do Kiss nos anos 1980.
Depois de 15 anos, Peter leva sua filha Jenilee a uma convenção de fãs do KISS, onde se encontrou com Gene. É convidado e participa do acústico do Kiss em 1995. No ano seguinte, Peter estava de volta ao Kiss.
Peter casou-se novamente em 1997, agora com Gigi Criss.
Em 1998, sai o álbum Psycho Circus, que marca a volta da formação original do Kiss. Porém, na gravação, Peter foi substituído por Kevin Valentine, e toca apenas na música “Into the Void”. Peter afirma que recebeu US$ 850 mil para não participar das gravações. e em 2001, Peter sai do Kiss mais uma vez.
No final do ano de 2001 participou de dois episódios da série OZ.
Peter Criss voltou para o Kiss e tocou num show com a Orquestra Sinfônica de Melbourne, na Austrália, no dia 28 de fevereiro de 2003, rendendo um álbum, o Symphony: Alive IV. Tocou com o Kiss também em três shows no Japão em março, e em uma apresentação em Las Vegas, também em março de 2003.
Participou também da turnê com o Aerosmith em 2003.
Em 17 de junho de 2017, se apresentou pela última vez no The Cutting Room, em Nova Iorque, no que ele havia anunciado que essa seria a última performance ao vivo de sua carreira.
Em maio de 2022, participa de um show da banda australiana Sisters Doll, em Nova Iorque. Na ocasião, interpretou as músicas “Don’t You Let me Down”, “Words” e “You Matter to Me”, todas de sua carreira solo.

## Discografia

### Chelsea
- Chelsea (1970)

### Kiss
- Kiss (1974)
- Hotter Than Hell (1974)
- Dressed To Kill (1975)
- Alive! {1975}
- Destroyer (1976)
- The Originals (1976)
- Rock And Roll Over (1976)
- Love Gun (1977)
- Alive II {1977}
- Dynasty (1979) (Peter aparece na capa, mas não gravou nenhuma música, com exceção de Dirty Livin, as outras foram gravadas por Anton Fig.)
- Unmasked (1980) (Peter aparece na capa, mas não gravou nenhuma música deste álbum, todas foram gravadas por Anton Fig.)
- MTV Unplugged (1996)
- Psycho Circus (1998) (Tocou apenas nas músicas Into the Void e I Finally Found My Way, o restante foi gravado por Kevin Valentine.)
- Symphony: Alive IV (2003)

### Solo
- Peter Criss (1978)
- Out of Control (1980)
- Let Me Rock You (1982)
- Criss Cat#1 (1994)
- One For All (2007)

### Participações
- Ace Frehley - Trouble Walkin (1989)